# Зеленогърла тангара
Зеленогърлата тангара (Tangara argyrofenges) е вид птица от семейство Тангарови (Thraupidae). Видът е световно застрашен, със статут Уязвим.

## Разпространение
Видът е разпространен в Боливия, Еквадор и Перу.